# Sycorax alpina
Sycorax alpina är en tvåvingeart som beskrevs av Vaillant 1978. Sycorax alpina ingår i släktet Sycorax och familjen fjärilsmyggor. Inga underarter finns listade i Catalogue of Life.